# ジョン・ボストック
ジョン・ボストック（John Bostock、1992年1月15日 - ）は、イングランド・ロンドンサザーク区出身のプロサッカー選手。ノッツ・カウンティFC所属。ポジションは、MF。

## 経歴

### クラブ
クリスタル・パレスFCのアカデミー出身。2007年10月、15歳287日にしてチャンピオンシップ・ワトフォードFC戦に出場、クラブの最年少出場記録を更新した。11月にはカーディフ・シティFC戦でスタメン入りし、最年少スタメン出場記録を15歳295日に更新した。

### 代表
ユース年代からイングランド代表に選出されていた。
2013年3月、トリニダード・トバゴサッカー協会はボストックを代表に招集する意向を明らかにした。2016年3月、2018 FIFAワールドカップ・北中米カリブ海4次予選を控えるサッカーセントビンセント・グレナディーン代表に招集された。

## 所属クラブ
ユース
- クリスタル・パレスFC 1997-2007

プロ
- クリスタル・パレスFC 2007-2008
- トッテナム・ホットスパーFC 2008-2013

→ブレントフォードFC 2009-2010 (loan)
→ハル・シティAFC 2010-2011 (loan)
→シェフィールド・ウェンズデイFC 2012 (loan)
→スウィンドン・タウンFC 2012-2013 (loan)
→トロントFC 2013 (loan)
- ロイヤル・アントワープFC 2013-2014
- OHルーヴェン 2014-2016
- RCランス 2016-2018
- ブルサスポル 2018
- トゥールーズFC 2018-2020

→ノッティンガム・フォレストFC 2019-2020 (loan)
- ドンカスター・ローヴァーズFC 2021-2022
- ノッツ・カウンティFC 2022-

## 代表歴
- イングランド U-16
- イングランド U-17
  - UEFA U-17欧州選手権2009
- イングランド U-19
  - UEFA U-19欧州選手権2010

## タイトル
スウィンドン・タウン
- フットボールリーグ2: 2011-12

個人
- プロキシマス・リーグ年間MVP: 2014–15[6]
- リーグ・ドゥ月間MVP: 2016年9月, 2016年10月
- リーグ・ドゥ年間MVP: 2016–2017